# Evè d'Ascaló
Evè (en grec antic: Εὔηνoς, llatí: Evenus) és un autor d'epigrames a qui s'atribueixen diverses composicions de l'Antologia palatina que no es poden atribuir a Evè de Paros. La composició de les seves poesies el situen entorn de l'any 50 aC i 50 dC.
L'excés de poesies, versos i fragments atribuïts a un poeta anomenat Evè fa difícil saber de quin poeta es tracta i, fins i tot, quants de poetes d'aquest nom hi va haver. L'Antologia Palatina li atribueix un origen atenès, sicilià i ascaloni, però només aquesta darrera sembla raonable.